# 日本永代蔵

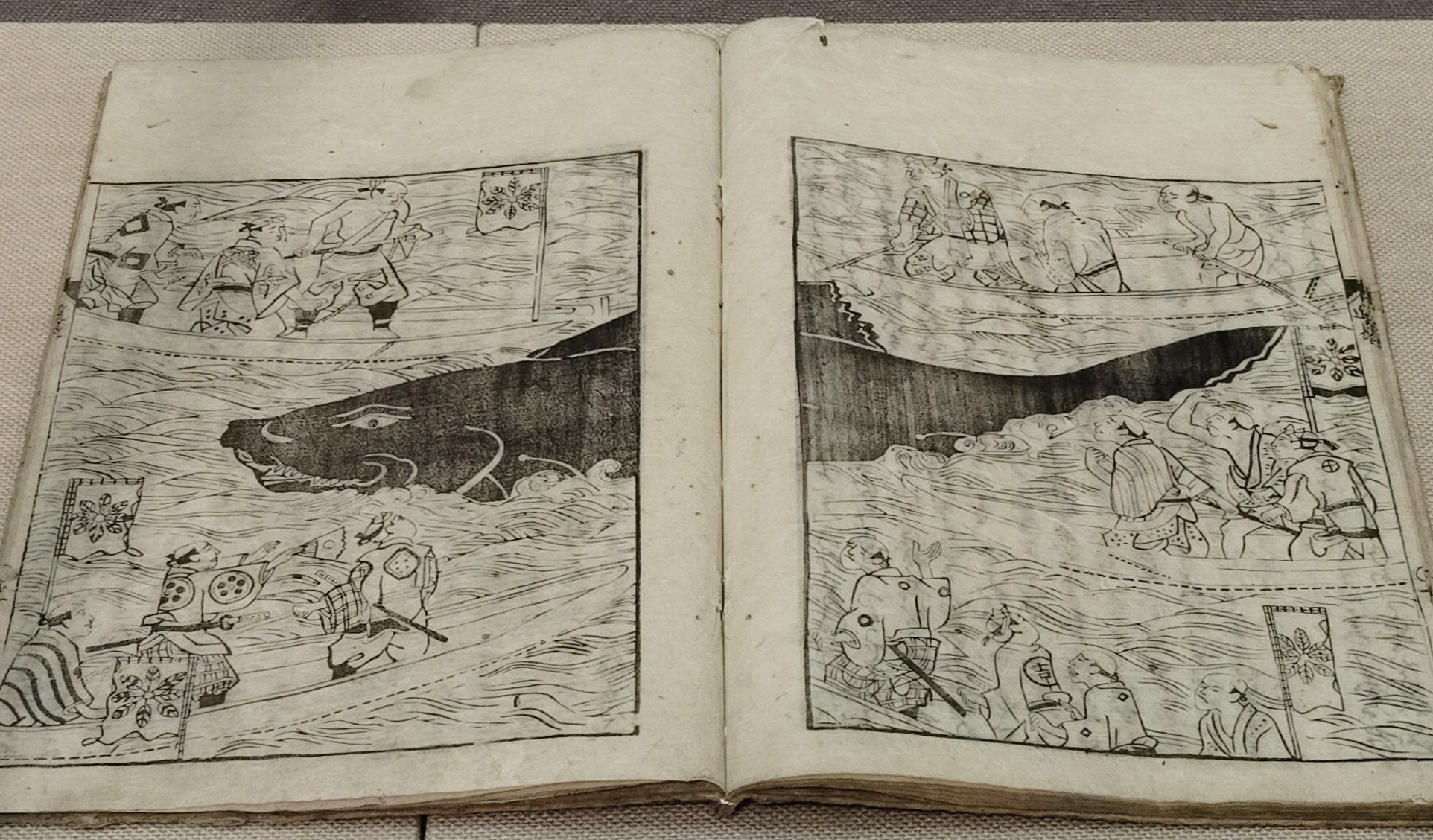
日本永代蔵

『日本永代蔵』（にっぽんえいたいぐら、にほんえいたいぐら）は、井原西鶴作の浮世草子で、町人物の代表作の一つ。副題「大福新長者教」、内題「本朝永代蔵」。6巻6冊。日本小説史上、初めて本格的に経済小説を扱った作品と位置づけられる。
貞享5年（1688年）、大坂の森田庄太郎、京の金屋長兵衛、江戸の西村梅風軒によって刊行された。ただし、原稿の成立は刊行より数年早く、巻1～4と巻5・6の執筆時期は異なるとする説もある。異版や改題本、後刷本が非常に多く、幕末に至るまで版を重ねた。

## 内容
暉峻康隆は、『日本永代蔵』の内容について、親の相続ではなく自分の能力だけで稼ぎ出すといった肯定的な致富談が約2/3、坊主や遊女や顧客をあざむくといった否定的な致富談が約1/3、残りが好色や贅沢を戒める警告と分類している。

### 巻一
- 初午は乗て来る仕合 - 江戸にかくれなき俄分限、泉州水間寺利生の銭
- 二代目に破る扇の風 - 京にかくれなき始末男、壱歩拾ふて家乱す悴子（せがれ）
- 浪風静に神通丸 - 和泉にかくれなき商人、北浜に箒の神をまつる女
- 昔は掛算今は当座銀 - 江戸にかくれなき出見せ、壱寸四方も商売の種
- 世は欲の入札に仕合 - 南都にかくれなき松屋が跡式、後家は女の鑑となる者

### 巻二
- 世界の借屋（かしや）大将 - 京にかくれなき工夫者、餅搗もさたなしの宿
- 怪我の冬神鳴 - 大津にかくれなき醤油屋、何をしても世を渡る此浦
- 才覚を笠に着大黒 - 江戸にかくれなき小倉持、身過の道急ぐ犬の黒焼
- 天狗は家名の風車 - 紀伊国に隠れなき鯨ゑびす、横手ふしの小哥の出所
- 舟人馬かた鐙屋の庭 - 坂田にかくれなき亭主振、明れば春なり長持の蓋

### 巻三
- 煎じやう常とはかはる問薬 - 江戸にかくれなき箸削、小松さかへて材木屋

- 国に移して風呂釜の大臣 - 豊後かくれなきまねの長者、程なくはげる金箔の三の次
- 世は抜取の観音の眼（まなこ） - 伏見にかくれなき後生嫌ひ、質種は菊屋が花さかり
- 高野山借銭塚の施主 - 大坂にかくれなき律義屋、三世相よりあらはるゝ猫
- 紙子身代の破れ時 - 駿河にかくれなき花菱の紋、無間の鐘を聞は突そこなひ

### 巻四
- 祈る印の神の折敷 - 京にかくれなき桔梗染屋、わら人形の夢物かたり
- 心を畳込古筆屏風 - 筑前にかくれなき舟持、蜘の糸のかゝるためしも
- 仕合の種を蒔銭 - 江戸にかくれなき千枚分銅、そなはりし人の身の程
- 茶の十徳も一度に皆 - 越前にかくれなき市立、身は燃杭の小釜の下
- 伊勢海老の高買 - 堺にかくれなき樋の口過、能は桟敷から見てこそ

### 巻五
- 廻り遠きは時計細工 - 長崎にかくれなき思案者、火を喰鳥も身をしりぬ
- 世渡りは淀鯉のはたらき - 山崎にうち出の小槌、水車は仕合を待やら
- 大豆（まめ）一粒の光堂 - 大和にかくれなき木綿屋、借銭の書置めづらし
- 朝の塩籠夕の油桶 - 常陸にかくれなき金分限、人はそれ／＼の願ひに叶ふ
- 三匁五分曙のかね - 作州にかくれなみ悋気娌、蔵合といふは九つの蔵持

### 巻六
- 銀（かね）のなる木は門口の柊 - 越前に隠れなき年越屋
- 見立て養子か利発 - 武州にかくれなき一文よりの銭屋
- 買置は世の心やすい時 - 泉州にかくれなき小刀屋の薬代
- 身代かたまる淀河の漆 - 山城にかくれなき与三右か水車
- 知恵をはかる八十八の升掻 - 今の都にかくれなき三夫婦をいはふ

## 刊行文献
- 『日本永代蔵 現代語訳付』堀切実訳注、新版は角川ソフィア文庫・角川学芸出版
- 『日本永代蔵』東明雅校訂、岩波文庫
- 『新潮日本古典集成 日本永代蔵』村田穆校注、新潮社
- 『日本永代蔵　全訳注』矢野公和・有働裕・染谷智幸訳注　講談社学術文庫
- 『決定版 対訳西鶴全集12 日本永代蔵』　※麻生磯次・冨士昭雄訳注、明治書院